# Wilhelm Wandschneider
Wilhelm Wandschneider (Plau am See, 6 giugno 1866 – Plau am See, 23 settembre 1942) è stato uno scultore tedesco.

## Biografia
Giovanissimo, Wilhelm iniziò a seguire un apprendistato doposcuola nella bottega di famiglia, approfittando di poche ore libere per degli impegni più artistici. Nel 1885, dopo aver prestato servizio come assistente durante un viaggio a Rostock e Güstrow, suo padre Ludwig gli diede il permesso di andare a Berlino e cercare un lavoro.

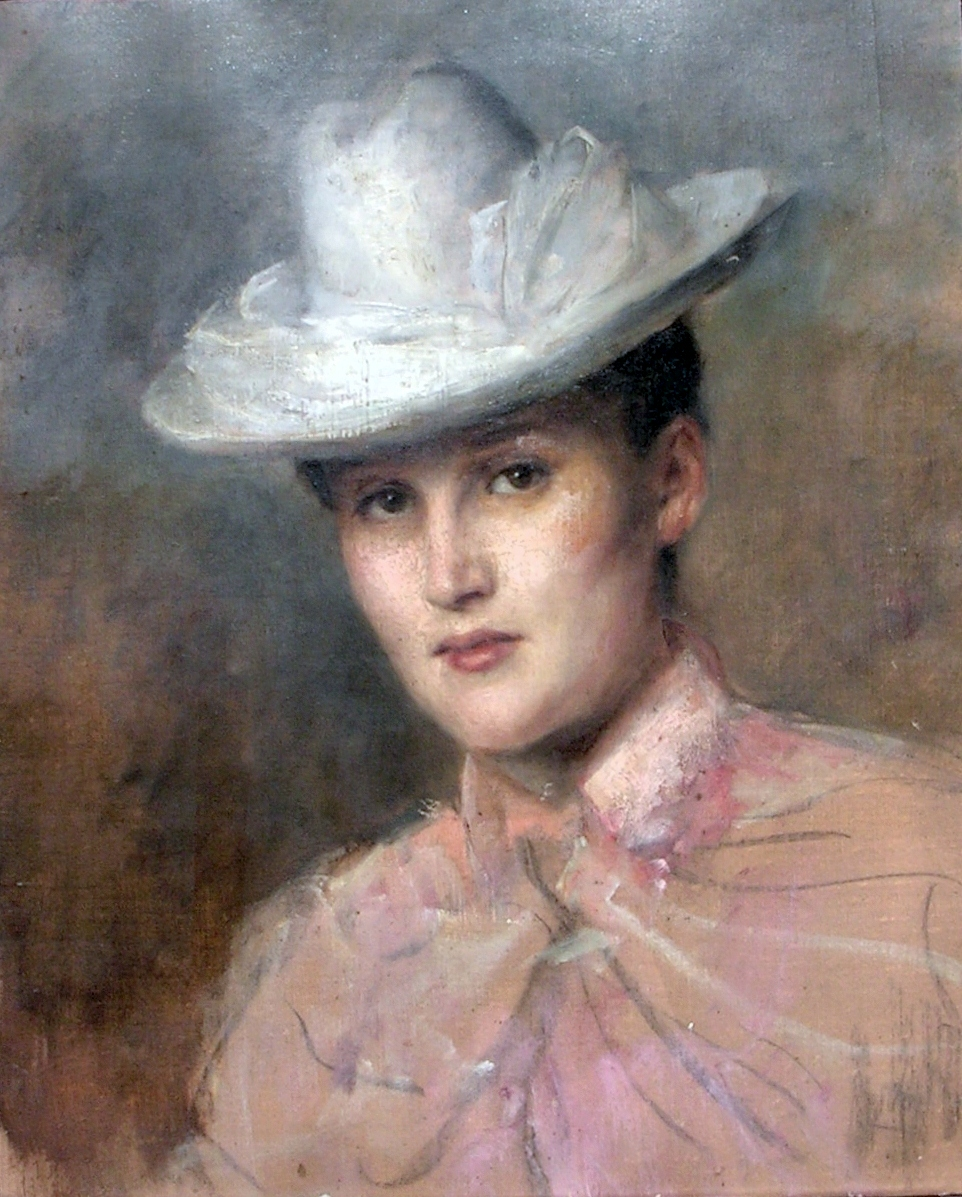
Anna Wandschneider ritratta da Fritz Greve nel 1910 circa

Il sindaco di Plau aveva visto alcune delle opere d'arte di Wandschneider ed era rimasto impressionato, così cercò di accordarsi per una borsa di studio. Dopo essersi assicurato le raccomandazioni di Ludwig Brunow e Martin Wolff, il sindaco inviò una lettera al granduca Federico Francesco III, che concesse a Wandschneider 150 marchi in dono per studiare all'accademia delle arti della Prussia. Dopo aver passato l'esame di ammissione nel 1886, egli studiò presso Albert Wolff, Paul Friedrich Meyerheim, Fritz Schaper e Gerhard Janensch. Inoltre acquisì un'esperienza pratica lavorando negli studi di Ludwig Brunow, Martin Wolff, Karl Hilgers ed Ernst Herter. Nel 1895, divenne uno studente magistrale di Reinhold Begas, ma non rimase a lungo, dato che vinse un premio della "fondazione Philip von Rohr" che gli permise di studiare in Italia per un anno. In seguito incontrò a Roma la sua futura moglie, Anna Kreß, che avrebbe sposato nel 1898.

### Carriera a Berlino
Pieno di fiducia al suo ritorno a Berlino, egli era determinato a raggiungere il successo come scultore libero professionista, partecipando a vari concorsi per dei progetti di monumenti e fontane. Nel 1898 egli si era aggiudicato tre commissioni importanti. Nel 1899, attraverso il suo amico Constantin Starck, incontrò il duca Giovanni Alberto di Meclemburgo, che apprezzò le sue opere e fece vari ordini. Da quel momento la sua carriera prese davvero il decollo e gli anni dal 1897 al 1916 di dimostrarono quelli più di successo. Sostenuto dall'accoglienza positiva che aveva ricevuto alla fiera mondiale di Saint Louis nel 1904, entrò nei concorsi per i monumenti in luoghi vari come Manila, Città del Capo e Quito, ma senza successo. Alla fine ricevette l'ordine per un monumento a Michael Andreas Barclay de Tolly a Riga e venne invitato a competere per un monumento a Saint Louis che sarebbe stato dedicato ai giornalisti tedesco-statunitensi Carl Schurz, Emil Preetorius e Carl Daenzer.

### Viaggio in America

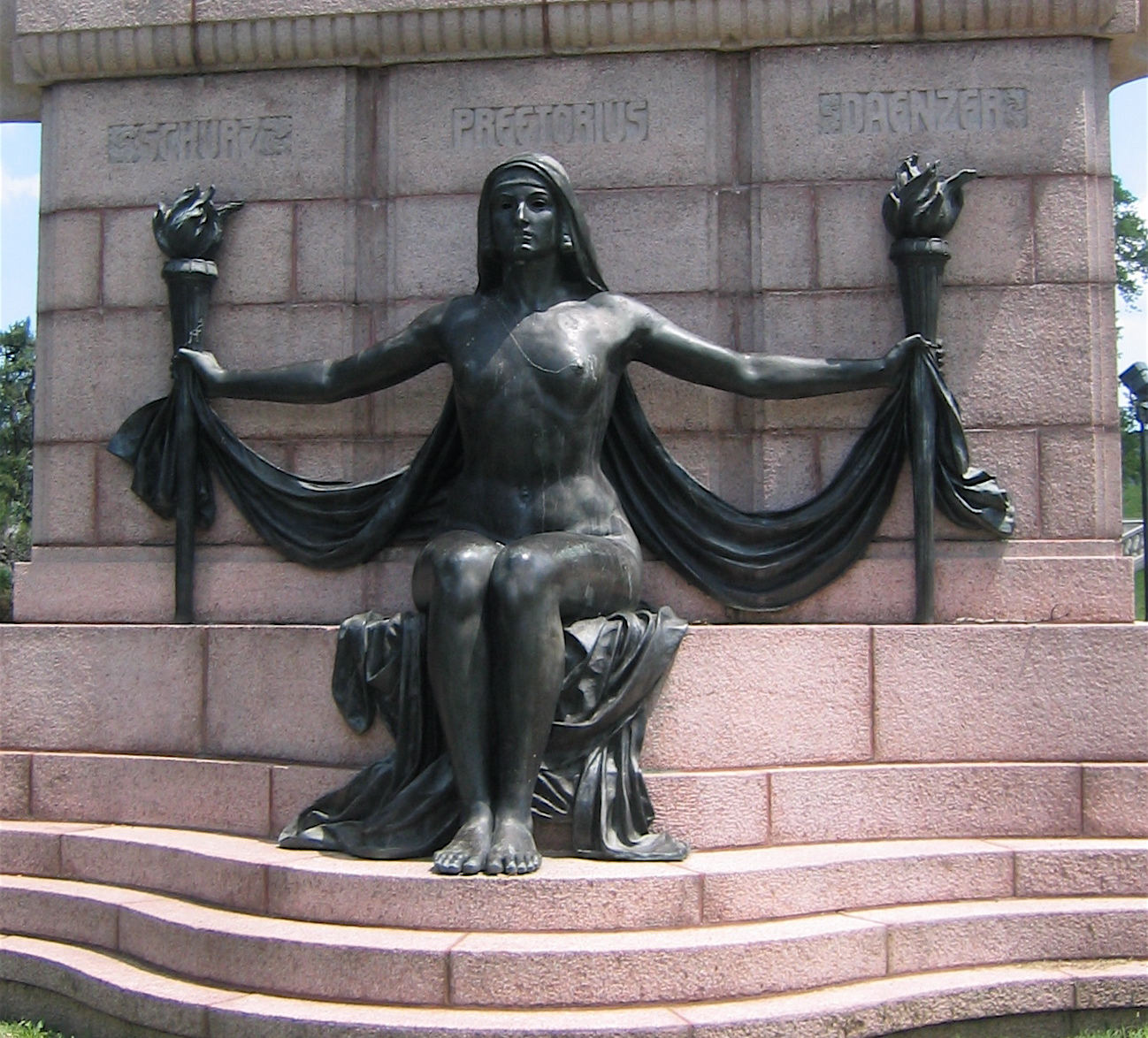
La nuda verità, 1914

Il concorso era sponsorizzato soprattutto da Adolphus Busch, il cofondatore di Anheuser-Busch, che aveva dato 20.000 dollari del 31.000 che servivano per costruire il monumento. Il progetto di Wandschneider, un'unica statua muliebre nuda, chiamata "La nuda verità" (The Naked Truth), venne scelto come vincitore dalla giuria, che in seguito lo invitò a Saint Louis.
Sfortunatamente, la Memorial Association, come pure lo stesso Busch, non furono contenti della scelta di un nudo come opera vincitrice. Anche gli abitanti ne erano infastiditi, e inviarono all'associazione 250 lettere di lamentela. Cedendo alle pressioni, l'associazione mandò un telegramma allo scultore per informarlo che avrebbero revocato il premio e che, pertanto, egli sarebbe dovuto rimanere in Germania. Egli avrebbe ricevuto il telegramma poco dopo essere partito, ma decise di andare lo stesso. Una volta arrivato a Saint Louis, egli incontrò il comitato di progettazione e sostenne l'appropriatezza del suo progetto. Le sue richieste personali furono efficaci e venne raggiunto un compromesso; la statua sarebbe stata realizzata di bronzo, invece che in marmo bianco, per sottolineare di meno la sua nudità.

### Ultimi anni
Dopo la sconfitta della Germania nella prima guerra mondiale, molti artisti entrarono in un periodo di difficoltà finanziarie dato che le commissioni pubbliche e i clienti privati erano difficili da trovare. A volte Wandschneider doveva sfamare i suoi sei figli alla mensa dei poveri locale. La sua unica fonte di lavoro proveniva dalle società militare, che cercavano di commemorare i loro compagni caduti. Nel 1925, egli dovette vendere la sua casa e il suo studio a Berlino, pertanto tornò nella sua città natale, Plau, per ridurre le spese. Gli abitanti di Plau salutarono con entusiasmo il ritorno del loro concittadino celebre, creando una mostra dei suoi modelli in gesso in una stanza della scuola locale. Questo mini-museo era attivo fino al 1947. Anche se a livello politico era un conservatore, egli si unì al partito nazionalsocialista nel 1930, forse per assicurarsi un impiego. Nel 1940, una sua Afrodite venne acquistata da Adolf Hitler durante una mostra e venne donata a un museo di Linz.
Nel 1994, la città di Plau fondò un nuovo museo per ospitare le sue opere, il  "Bildhauermuseum Prof. Wandschneider". Nel 2014, la collezione rinnovata e ampliata venne trasferita nel Burgmuseum.

## Opere scelte

### Monumenti

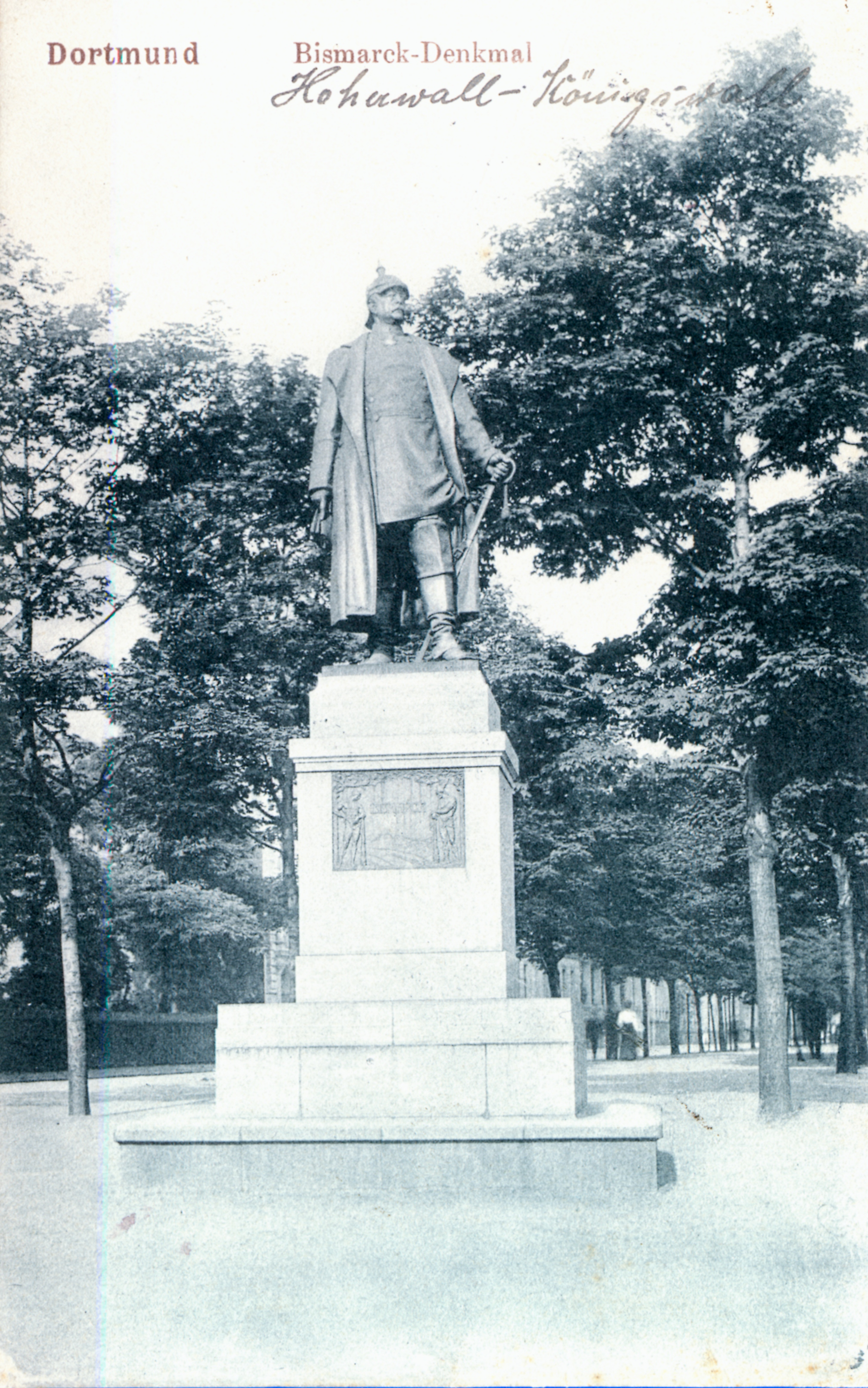
Il monumento a Otto von Bismarck eretto a Dortmund (oggi scomparso) in una cartolina del 1903

- 1898: Nuova Stettino (odierna Szczecinek), statua dell'imperatore Guglielmo I (fusa nel 1943). Una porzione molto danneggiata della base venne recuperata da un lago nel 2003 e reinstallata.
- 1899: Berlino-Charlottenburg, statua di Werner von Siemens (la base originale è stata distrutta. La figura venne restaurata nel 2003 e reinstallata lungo la Straße des 17. Juni).
- 1901: Schwerin, statua di Otto von Bismarck (fusa nel 1950 circa dal governo comunista. La base venne rilavorata per ricavarne delle lapidi. Un destino simile toccò alla sua statua del granduca Federico Francesco III a Rostock).
- 1903: Dortmund, statua di Otto von Bismarck (rimossa e nascosta nel 1940, ma riscoperta nel 1960 e fusa).
- 1913: Riga, statua di Michael Andreas Barclay de Tolly (andata perduta nel 1915; ricostruita sulla base originale nel 2002).
- 1914: Saint Louis, La nuda verità (The Naked Truth), figura allegorica.

### Monumenti ai caduti
- 1909: Sömmerda: Statua con due figure in onore di Johann Nikolaus von Dreyse (demolita nel 1948. Dei frammenti del basamento e della testa esistono tuttora).
- 1910: Güstrow, Figura del "soldato in ginocchio", che commemora la guerra franco-prussiana. Molte altre versioni di questa figura vennero create per altri luoghi dopo la prima guerra mondiale.
- 1920: Malchow, figura del "soldato romano morente" con una svastica sul retro dello scudo. Venne smantellata nel 1945, con l'intento di reinstallarla dopo la rimozione della svastica, ma venne fusa nel 1956.
- 1936: Rostock, figura di un marinaio combattente per commemorare la battaglia dello Jutland e gli uomini che caddero sulla SMS Rostock (smantellata nel 1945 e fusa in seguito. La base sopravvisse finché non venne vandalizzata pesantemente e non venne rimossa).

### Figure varie
- 1903: Plau am See, Coriolano, creato in origine per l'esposizione internazionale della Luisiana del 1904,[6] dove vinse una medaglia d'oro. Venne riprodotto anche sotto forma di statuetta.
- 1906: Berlino, Der Sieger ("Il vincitore") nel Tiergarten (fuso nel 1942, ricreato nel 2001).
- 1908: Güstrow, Voss un Swinegel ("Volpe e riccio").
- 1914: Teterow, Hechtbrunnen ("Fontana del nasello").[6]
- 1935: Plau am See, Sämann ("Seminatore") e Mähender Bauer ("Falciatore").[6]
- 1936: Plau am See, Pfennigjunge ("Ragazzo dello pfennig") nell'edificio dell'ex cassa di risparmio.

## Galleria d'immagini

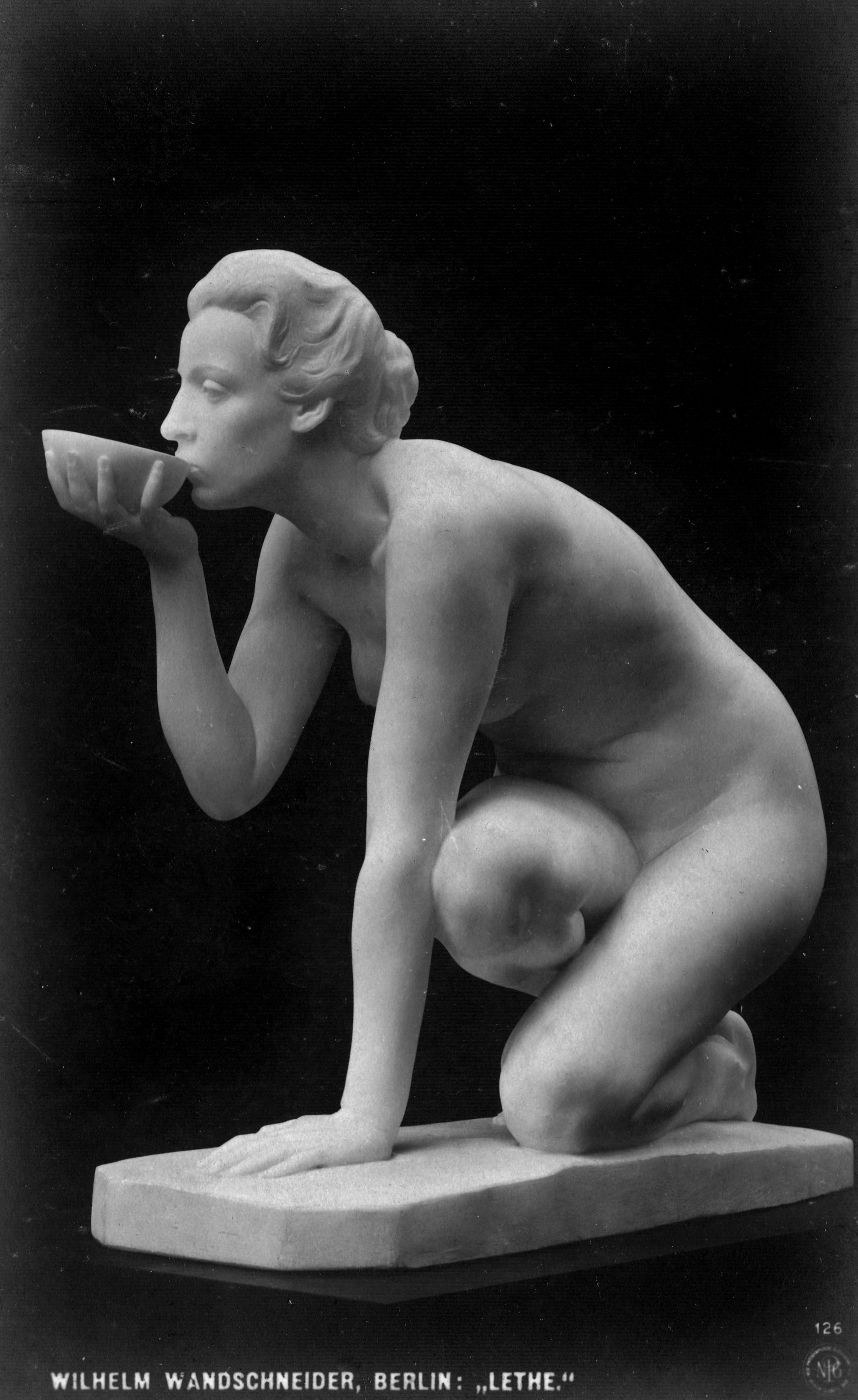
Lete, 1908
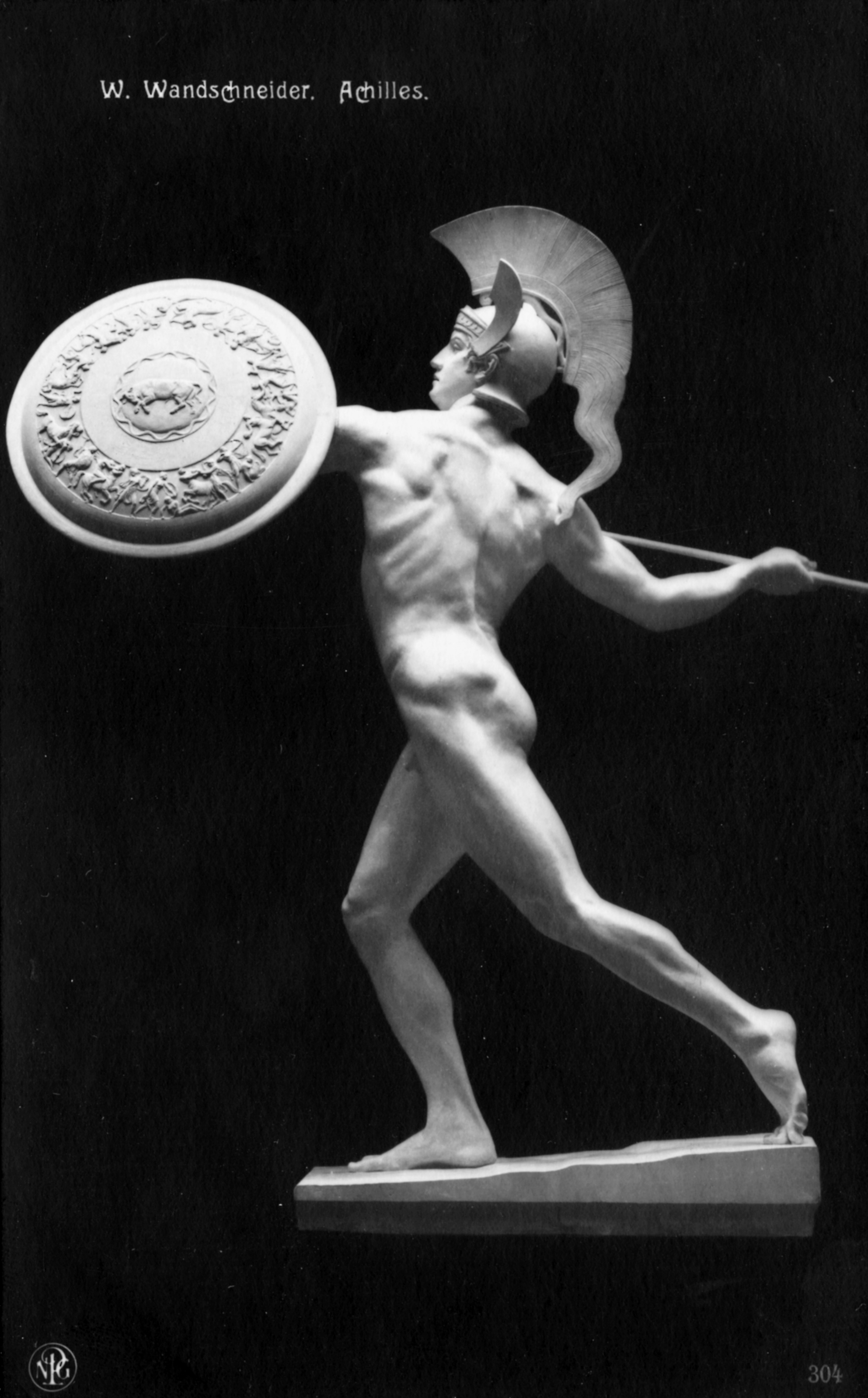
Achille, 1909
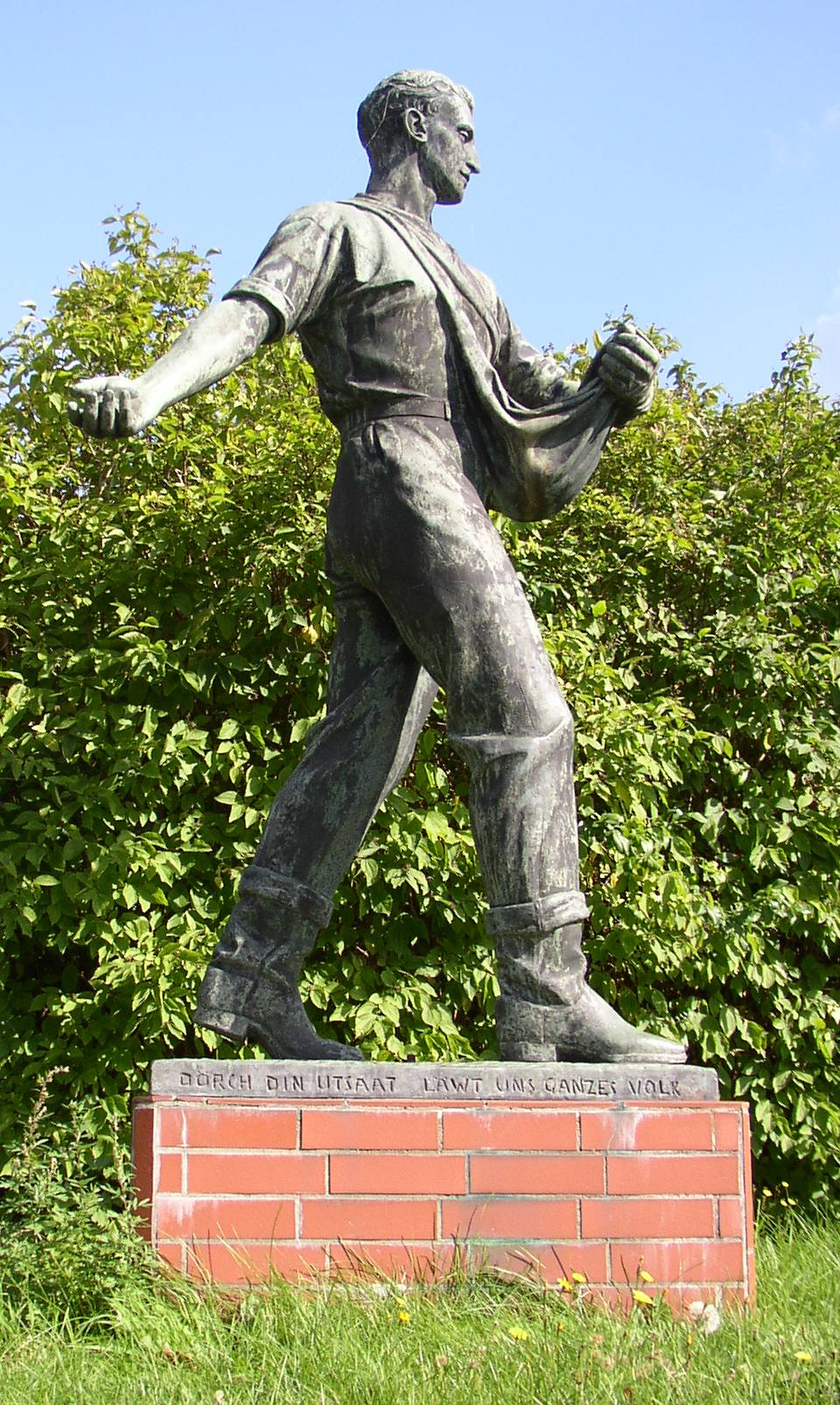
Sämann ("Seminatore"), 1935
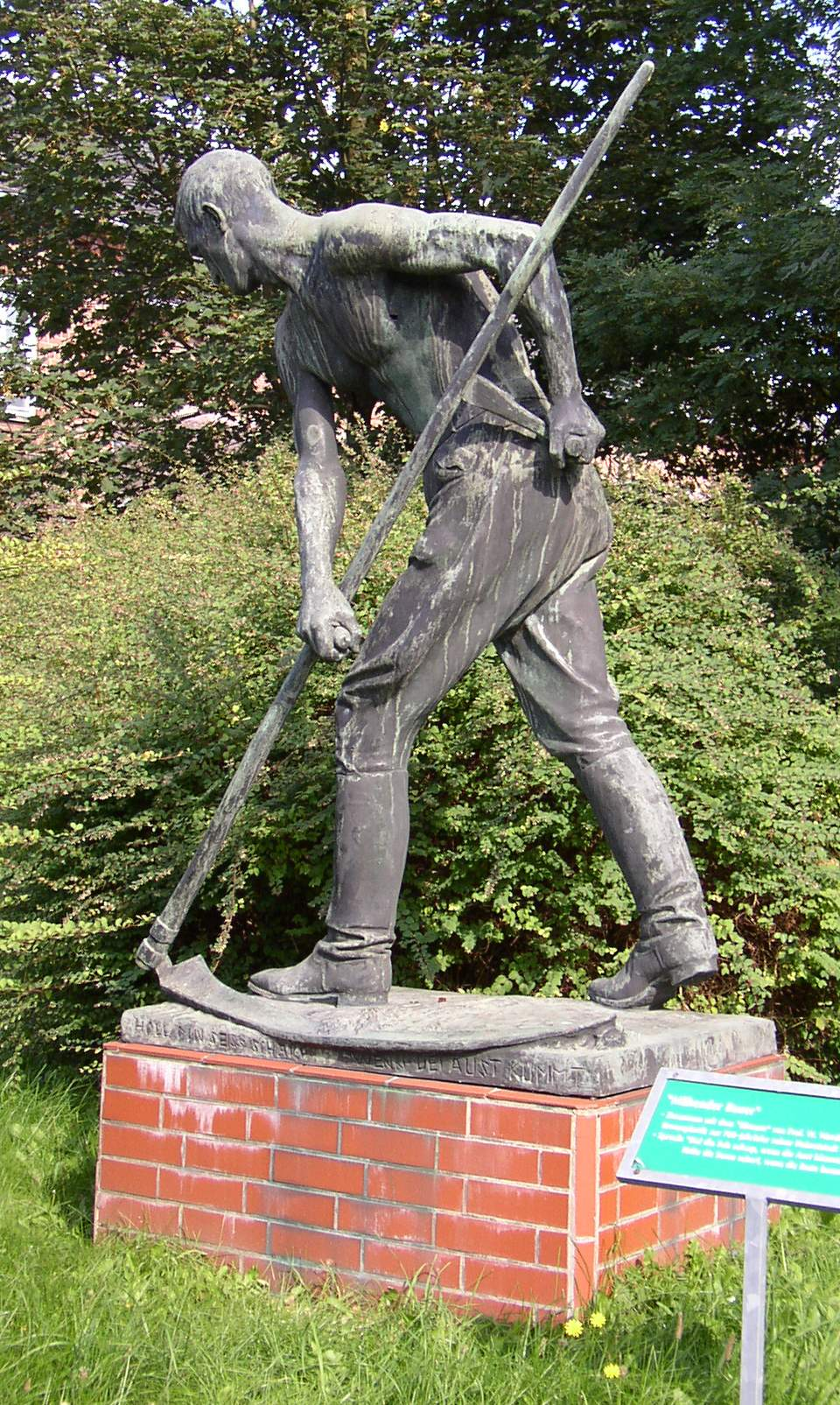
Mähender Bauer ("Falciatore"), 1935